# Organasm
Organasm is het vierde album van Alchemist, uitgebracht in 2000. In Australië kwam het uit op Chatterbox, in Europa op Displeased Records en in de Verenigde Staten op Relapse.

## Track listing
1. "Austral Spectrum" – 5:41
2. "Evolution Trilogy, Part 1 - The Bio Approach" – 4:58
3. "Evolution Trilogy, Part 2 - Rampant Macro Life" – 4:31
4. "Evolution Trilogy, Part 3 - Warring Tribes - Eventual Demise" – 5:14
5. "Single Sided" – 5:23
6. "Surreality" – 3:32
7. "New Beginning" − 4:59
8. "Tide in, Mind Out" − 5:30
9. "Eclectic" (Instrumentaal) − 5:22
10. "Escape from the Black Hole" – 5:28

## Band
- Adam Agius - zanger / gitarist / toetsenist
- Roy Torkington - gitarist
- John Bray - bassist
- Rodney Holder - drummer